# (73127) 2002 GD68
(73127) 2002 GD68 – planetoida z pasa głównego asteroid okrążająca Słońce w ciągu 4,55 lat w średniej odległości 2,74 j.a. Odkryta 8 kwietnia 2002 roku.